# Phacellodomus
Phacellodomus là một chi chim trong họ Furnariidae.

## Các loài
- Phacellodomus ferrugineigula
- Phacellodomus maculipectus
- Phacellodomus rufifrons
- Phacellodomus sibilatrix
- Phacellodomus striaticeps
- Phacellodomus striaticollis
- Phacellodomus ruber
- Phacellodomus dorsalis
- Phacellodomus erythrophthalmus